# Ave bermellón

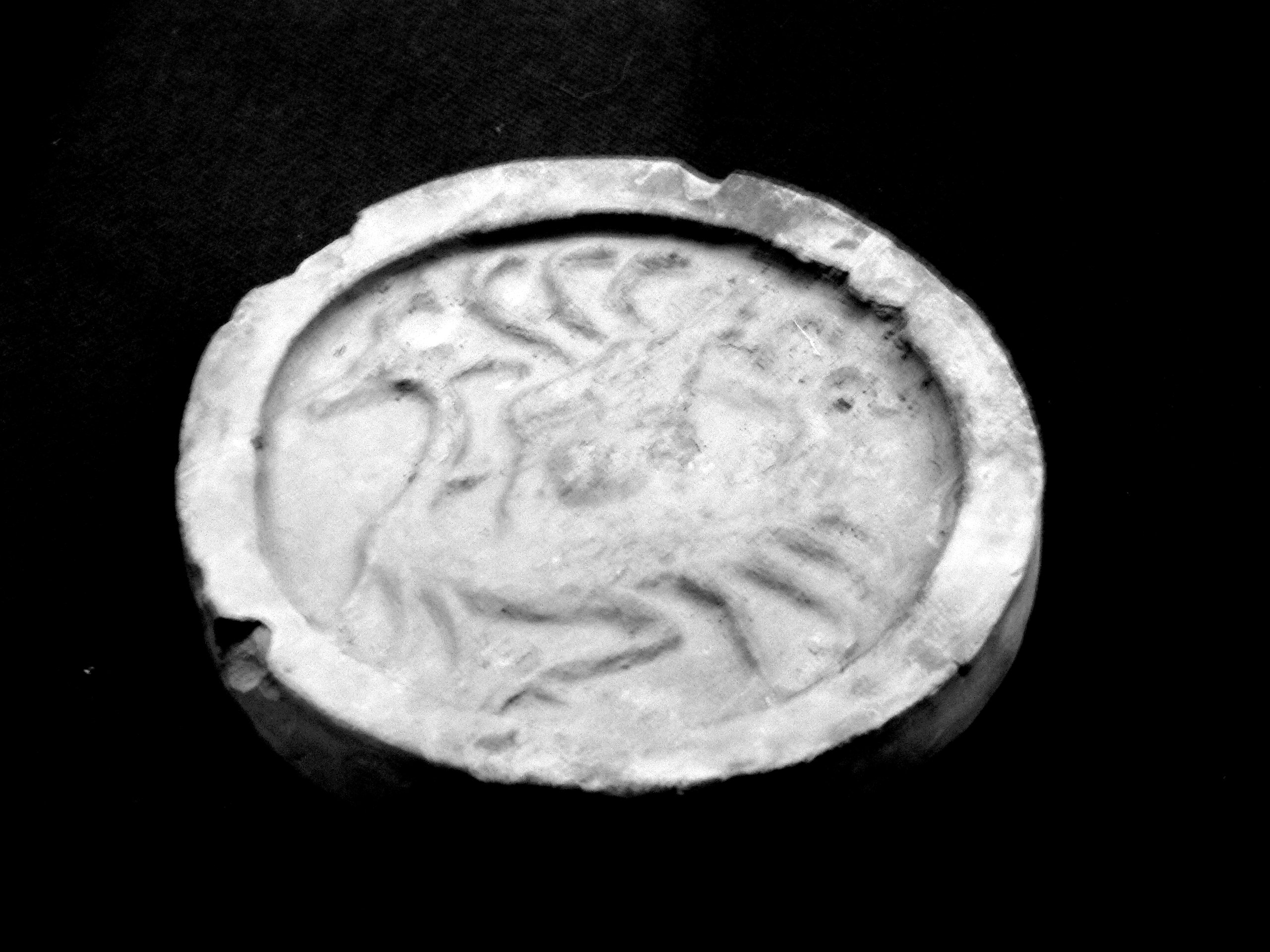
Zhū Què escultura en azulejo.

El Ave bermellón es uno de los cuatro espíritus del cielo en la cultura tradicional china. Es la manifestación de las siete constelaciones del sur —de entre las veintiocho constelaciones—, y su cuerpo está cubierto de llamas que nunca se apagan. Es una bestia mítica que representa el sur, y su color es rojo. Encarna la estación del verano y simboliza al emperador Yan.
En Japón es conocido como Suzaku (朱雀?) y también como Zhuniao y designa a uno de los cuatro monstruos divinos de la mitología japonesa, representativos de los puntos cardinales y protectores de la ciudad de Kioto.
Originaria de China, probablemente entre la dinastía Qin y Han, el ave ha sido usada por el taoísmo y es un símbolo típico en Japón. En las antiguas capitales niponas, las puertas meridionales llevaban su nombre y en la actualidad algunas de estas construcciones aún se conservan, como la puerta Suzaku del palacio Heijo en Nara.

## Simbolismo
Suzaku representa el sur y su apariencia es la de un fénix bermellón, que a su vez representa el elemento fuego. En la cultura de las tumbas de la dinastía anterior a Qin, estas aves servían como dioses que conducían las almas de los muertos a ascender al cielo y los sacerdotes que entraban en el libro de la inmortalidad en el taoísmo posterior. En el taoísmo lo llamaba «Lingguang», «Dios general» y «cazador de fantasmas».
Mucha gente llama al Suzaku el «fénix de fuego», pero en realidad el fénix «parece un faisán dorado con plumas de colores», que es diferente al Suzaku. Suzaku es uno de los cuatro espíritus del cielo, y el fénix es el ave divina en la tierra y la cabeza de todas las aves. Además, Jinwu es un pájaro de tres patas, que está relacionado con el sol.
A menudo se confunde con el Fenghuang debido a las similitudes en su apariencia, pero los dos son criaturas diferentes. El Fenghuang es un gobernante legendario de las aves que se asocia con la emperatriz china de la misma manera que el dragón se asocia con el emperador, mientras que el «ave bermellón» es una criatura mitológica espíritu de las constelaciones chinas.
Debido a que se parecen mucho, Suzaku a menudo se confunde con hōō, otro tipo de fénix procedente de China. Dada su similitud, sus atributos y simbolismos también se mezclan o intercambian entre sí. Se ha sugerido un posible origen común, aludiendo al pájaro legendario de la mitología india, Garuda, aunque no hay razones sólidas que vinculen a ambas criaturas.

## Apariencia

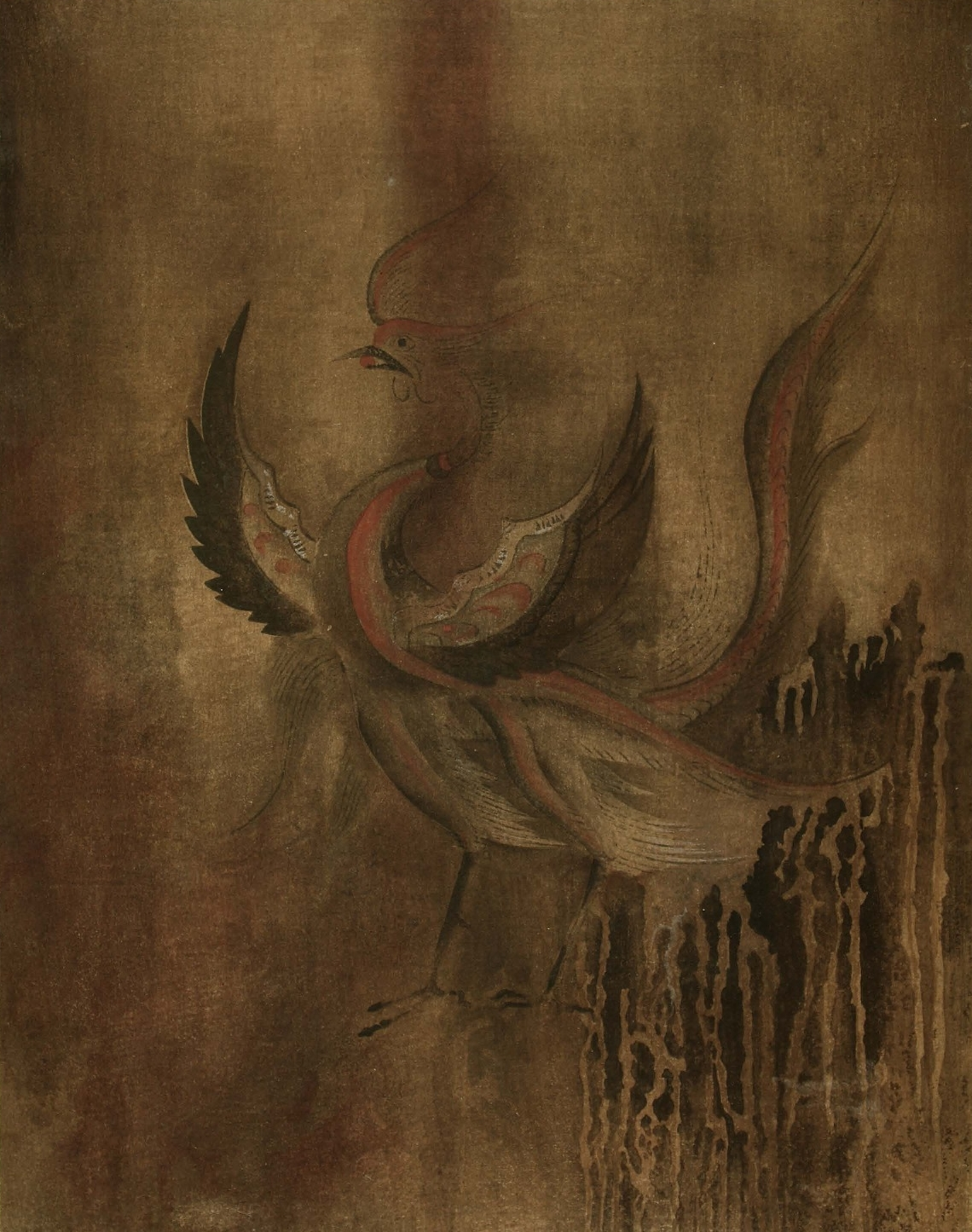
El ave bermellón en un mural de unas de las tumbas Koguryo.

Esta criatura mitológica consiste en un ave de gran tamaño color escarlata, parecida a un fénix. Habita en los cielos meridionales y abarca siete de las veintiocho constelaciones chinas, de tal forma que ocupa una cuarta parte del mapa astral. La constelación de Géminis forma lo que constituiría el ala izquierda del pájaro, en tanto que la derecha está sobre Hidra y Cráter. Los plumas sobre su cabeza se encuentran en Cáncer, y la propia cabeza, pico y cuerpo forman parte de Hidra. La cola del ave está formada por la constelación de Corvus.

## Origen

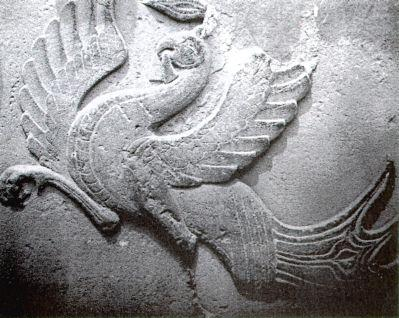
El ave bermellón, dinastía Han.

Suzaku forma parte de uno de los cuatro símbolos de las constelaciones chinas. Los chinos lo llaman ave bermellón. Además de representar al sur, también simboliza a la estación del verano.
Se dice que Suzaku es una bestia sagrada que protege el sur. Se considera que es el dios de la longevidad y es uno de los cuatro espíritus de Tenno. Está representado por un ave fénix con las alas extendidas. El bermellón es rojo, y en la teoría de los cinco elementos, es un símbolo de fuego y se considera el color del sur. También es diferente al ave fénix, que es un ave imaginaria en la antigua China, pero existe la teoría de que tiene el mismo origen, y en ocasiones se le equipara.
El origen de la criatura y su culto no es concluyente. Tras el examen de reliquias culturales en el condado de Sui, se desenterró una caja de laca de la tumba del marqués Yi de Zeng, procedente del período de los Reinos Combatientes, que registraba los nombres completos de las veintiocho constelaciones y los cuatro símbolos, siendo esta la referencia más antigua conocida. Entre los nombres de los cuatro animales mitológicos se incluía al ave bermellón.
De la época anterior a la dinastía Qin procede la creencia de que podía llevar las almas de los difuntos a ascender al cielo, mientras que las generaciones posteriores ampliaron el mito y creían que podía otorgar a las personas la inmortalidad. Esta teoría profética floreció durante la dinastía Han y su significado simbólico también se amplió. Tras esta dinastía, el taoísmo la absorbió como una de sus criaturas protectoras bajo el nombre de «Lingguang Shenjun».
En haiku, es sinónimo de las palabras de la temporada de verano «Emperador Yan» y «Emperador Rojo» (aparte del antiguo dios mitológico chino que luchó con el). En el caso de la primavera, el otoño y el invierno, hay nombres correspondientes a los colores como «emperador azul», «emperador blanco» y «emperador gen», respectivamente, pero en verano, solo se generaliza «emperador de la llama» («Emperador rojo» rara vez se usa, y «Emperador Zhu» no figura en Saijiki). Además, el verano también se llama «Zhu Xia».

### En Japón

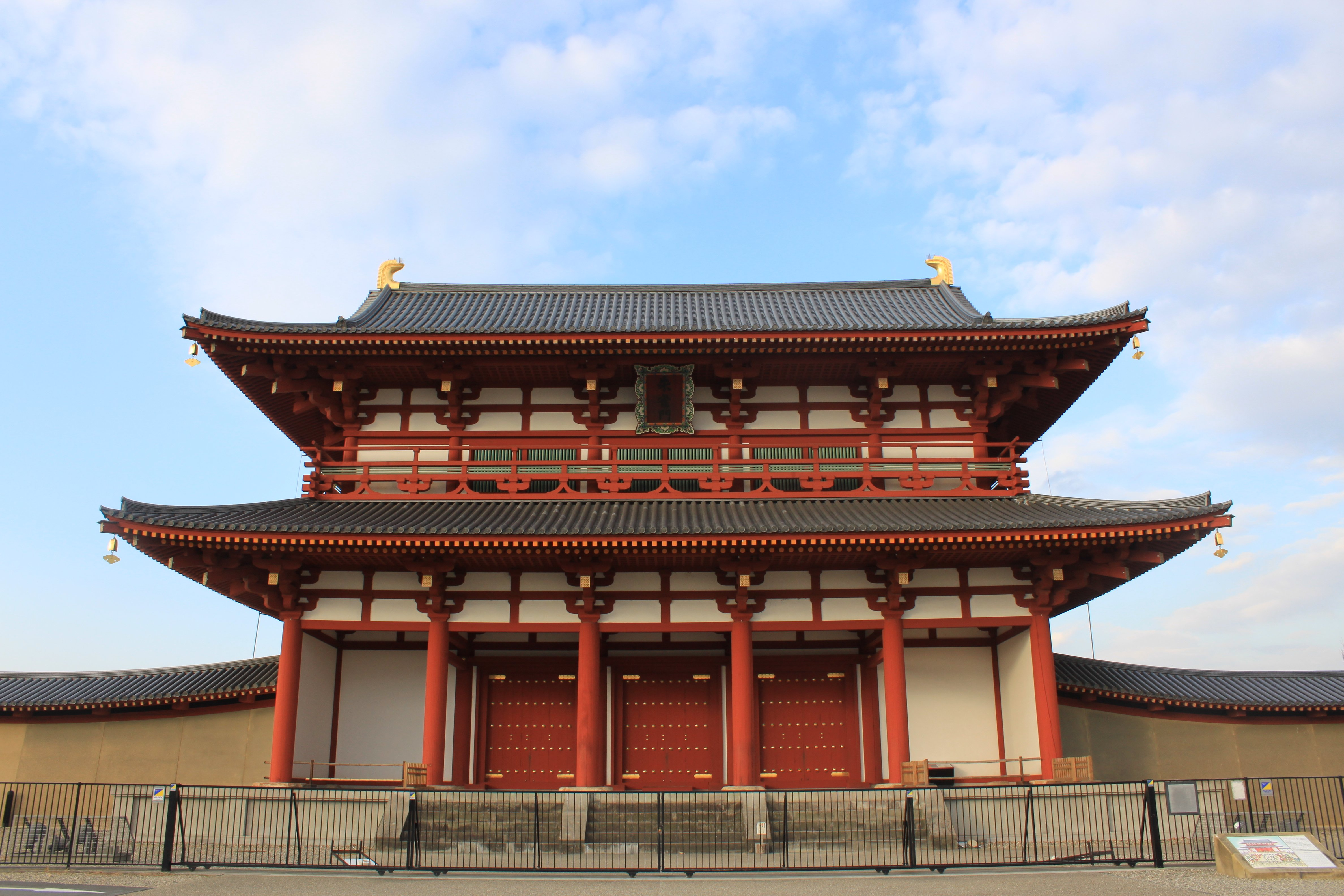
Vista de la puerta Suzaku, que resguarda la entrada al palacio Heijo en Nara.

Suzaku y los demás shijin llegaron a Japón desde China a partir del siglo VII d. C.. Estos se relacionan con el taoísmo, el feng shui, la astrología, la teoría de los cinco elementos y otros tipos de misticismos provenientes de China. Las antiguas capitales japonesas se construían siguiendo estas creencias, de manera que cada uno de los cuadrantes de la ciudad estaba dedicado a uno de los cuatro símbolos. Túmulos antiguos en Nara revelan representaciones y punturas de Suzaku y otros shijin sobre las paredes de las tumbas.
Las antiguas capitales que ha tenido la isla a lo largo de la historia, Fujiwara-kyō, Heijo-kyō y Heian-kyō, estaban amparadas en su flanco meridional por una puerta de gran tamaño llamada suzakumon («puerta Suzaku»). Al cruzar esta fluía una amplia avenida llamada nombrada en honor al shijin del sur, que servía como eje principal de norte a sur. En Kioto la vía de Suzaku partía desde el Palacio Imperial hasta la entrada rashōmon, al extremo sur de la ciudad. En la actualidad, pese a que las puertas no se conservan, la avenida dedicada a Suzaku (ahora llamada Senbon) aún es una arteria importante en Kioto.
Durante los siglos posteriores, las creencias niponas relacionadas con la astrología disminuyeron, así como la adoración de los cuatro símbolos. Pese a que fueron suplantados de forma gradual por la creencia de los Cuatro Reyes Celestiales del budismo, su uso simbólico continuó.
En la actualidad, se conserva en Nara la suzakumon (朱雀門 puerta Suzaku?), que es la entrada principal del palacio Heijo. Flanqueando la puerta un muro de tierra compactada de seis metros de altura rodea el conjunto palaciego, que se extienda aproximadamente un kilómetro cuadrado. En este lugar se celebraban antiguamente ceremonias el día de Año Nuevo, y las gentes se congregaban al enviar y recibir misiones diplomáticas. La actual suzakumon fue restaurada en 1998, y cuenta con una estructura de doble hastial, con un frente de unos veinticinco metros y una altura de unos veinte.

## Ave bermellón en otros lenguajes
- Ave bermellón en las constelaciones de la mitología china.
- Suzaku en japonés.
- Zhū Què en pinyin.
- Chu Tước en vietnamita.
- Ju-jak en coreano.

## Siete mansiones del ave bermellón
Al igual que con los otros tres Símbolos, existen siete «Mansiones» astronómicas (posiciones de la Luna) en el Ave Bermellón. Los nombres y estrellas que los determinan son:
| Mansión no. | Nombre (pinyin) | Traducción    | Estrella que la determina |
| ----------- | --------------- | ------------- | ------------------------- |
| 22          | 井 (Jǐng)       | Pozo de agua  | μ Gem                     |
| 23          | 鬼 (Guǐ)        | Fantasma      | θ Cnc                     |
| 24          | 柳 (Liǔ)        | Sauce         | δ Hya                     |
| 25          | 星 (Xīng)       | Estrella      | α Hya                     |
| 26          | 張 (Zhāng)      | Red extendida | υ¹ Hya                    |
| 27          | 翼 (Yì)         | Alas          | α Crt                     |
| 28          | 軫 (Zhěn)       | Carroza       | γ Crv                     |

## Astronomía

La constelación Hidra con los asterismos y «pabellones» chinos.

Las constelaciones chinas eran usadas por los cartógrafos chinos, coreanos y japoneses. En el caso nipón, hasta la restauración Meiji los mapas celestes, así como la mayoría de las observaciones astronómicas, estaban definidos por la adivinación y los calendarios astrológicos. Aun con algunas variaciones, los asterismos de los grafistas japoneses continuaban las tradiciones y desarrollos procedentes de China. Para los cartógrafos chinos antiguos, y más adelante coreanos y japoneses, cuatro animales protectores marcaban tanto las cuatro estaciones como los cuatro puntos cardinales. De este modo se definieron el dragón azul del este, asociado a la primavera, el pájaro rojo del sur, con el verano, el tigre blanco del oeste, con el otoño y Genbu, la tortuga negra del norte y relacionada con el invierno. Cada uno de estos «pabellones celestiales» contaba con siete sei shuku, a veces referido como «logias lunares». Las «estaciones» lunares se consideran erróneas en la actualidad porque, pese que estos marcadores probablemente se emplearon para determinar la posición del Sol, los planetas y la Luna, su número podría no haber estado asociado con el período de la órbita lunar.
Los orígenes de la relación entre los cuatro animales legendarios y los mapas astrales no son claros. En China, esta asociación podría tener unos 2400 años de antigüedad, pero otras fuentes la estiman anterior. En el archipiélago nipón su existencia se probó en al menos el siglo VII, con excavaciones en los kofun Takamatsuzuka y Kitora. Durante ese siglo también llegaron a Japón diferentes métodos adivinatorios y cálculos calendáricos. La vinculación de los cuatro animales con los veintiocho sei shuku es también uno «de los aspectos más complejos de la "astronomía" asiática». Las relaciones se han ido adaptando a lo largo de los siglos y también están ligadas a la astrología de cada cultura específica. En su mayor parte, los pueblos que empleaban a los cuatro animales celestes estaban ubicadas en el hemisferio norte.
Una posible anomalía en la trayectoria posicional del sol consiste en que parece moverse en dirección opuesta a las asociaciones estacionales de primavera y otoño. Este quiere decir que, mientras Genbu y el pájaro bermellón tienen el sol bien posicionado durante sus respectivas estaciones, el tigre blanco y el dragón azul se encuentran «opuestos» al camino real percibido del sol. Como el sistema de los veintiocho sei shuku se creó hace unos diecisiete o dieciocho milenios, hay poca evidencia arqueológica y ninguna prueba escrita que indique que este tipo de sistema estaba en uso en una época tan temprana. Sin embargo, no se tiene explicación aparente del movimiento «hacia atrás» del sol a través de las estaciones.
Los cuatro animales de los pabellones celestes, con sus sei shuku asociados, posiblemente se emplearon junto a la dirección hacia la cual apuntaba el mango de la Osa Mayor (a menudo referida como las «siete estrellas del norte» en China, Corea y Japón). los equinoccios y solsticios. Es decir, probablemente se utilizaron como un «reloj» para determinar la temporada del año. Sin embargo, con el paso de los siglos tomaron una posición más astrológica que funcional.

## Satélite Suzaku
Suzaku, también llamado Astro-EII, fue un satélite japonés-estadounidense diseñado para observar fuentes de rayos X celestes. Suzaku estaba equipado con instrumentos de rayos X para estudiar los plasmas calientes que se producen en los cúmulos estelares, en torno a los agujeros negros y en otras regiones. Entre los descubrimientos de Suzaku había una estrella enana blanca que emite pulsos de rayos X como un púlsar y evidencia de que los rayos cósmicos son acelerados por los campos magnéticos en los restos de supernovas.

## En la cultura popular
- Suzaku, personaje principal de la serie anime Code Geass.
- Suzaku, uno de los cuatro dioses protectores de Asato Tsuzuki de la serie anime Yami no Matsuei.
- También en el anime Fushigi Yūgi es uno de los cuatro dioses junto a Byakko, Seiryu y Genbu.
- También en el anime Yū Yū Hakusho es uno de los cuatro grandes monstruos que controlan la ciudad infernal junto a Byakko, Seiryu y Genbu.
- En el anime Digimon, Suzaku es representado como una de las Cuatro Bestias Sagradas que protegen el Mundo Digital (Zhuqiaomon).
- Es uno de los 4 ataques del Mizuchi en el manga Samurai Deeper Kyo.
- Suzaku, aparece en la serie Beyblade como la bestia bit de Kai (Dranzer en las versiones americanas).
- Suzaku es el nombre del anillo que lleva Itachi Uchiha de Akatsuki en Naruto
- También aparece en la saga de videojuegos Shin Megami Tensei, como persona fusionable e invocable.
- En Inuyasha aparece como miembro de los Ninja Demonios, bajo el epíteto de Suzaku de las flores.
- En el manga de Rosario + Vampire aparece un Suzaku de la invocación de un sello chino
- En el manga de Blue Dragon Ral Grad, aparece el feníx rojo como otra de las sombres legendarias.
- En el anime Devil Survivor 2 The Animation, suzaku es uno de los demonios que puede invocar Hibiki.
- En el anime Sousei no Onmyouji, suzaku es el título de Shimon Ikaruga, uno de los 12 guardianes.
- En el manga (y posteriór adaptación al anime) Ao no Exorcist aparece como el familiar del monje Tatsuma suguro
- En la novela web china Against the Gods, el ave bermellón es una de las tres bestias primordiales del tipo fuego, junto al fénix y al cuervo dorado.
- Es un cosmético traje para mercy en  overwatch
- Suzaku es un aliado Blade en el videojuego Xenoblade Chronicles 2 acompañante de Vandham (en la versión americana se llama Roc).
- Suzaku aparece en el videojuego Final Fantasy XIV: Stormblood como adversario en el trial Hell's Kier.
- En el videojuego Final Fantasy Type-0 Suzaku es el país protagonista, denominado Rubrum, donde reside la clase zero y la "Akademia" de magia
- "Suzaku" es la tercera habilidad de la Espada Encantada Tobimune en el manga Kagurabachi. Con la cual el usuario puede generar un fuego que le permite curarse de heridas mortales.